# Элезай, Гент
Гент Элезай (швед. Gent Elezaj; род. 11 апреля 2005, Стокгольм) — албанский и шведский футболист, полузащитник клуба «Хаммарбю».

## Клубная карьера
Является воспитанником «Хаммарбю», выступал за юношеские команды клуба различных возрастов. В 2023 году выступал за фарм-клуб «Хаммарбю Таланг» в первом дивизионе. В феврале 2024 года подписал с «Хаммарбю» первый контракт, рассчитанный на четыре года. По условиям контракта он продолжил выступать за «Хаммарбю Таланг» и стал привлекаться к тренировкам с основной командой. 26 февраля провёл первую игру за «Хаммарбю» в матче группового раунда кубка страны с «Сундсваллем». 26 сентября того же года в домашней игре с «Хеккеном» дебютировал за клуб в чемпионате Швеции, появившись на поле в конце встречи вместо оформившего дубль Оскара Юханссона.

## Карьера в сборной
В сентябре 2022 года выступал в составе юношеской сборной Швеции принимал участие в товарищеском турнире, где сыграл в одном матче с Австрией.
Затем выступал за юношескую сборную Албании. В её составе провёл два матча, в которых забил два мяча.

## Клубная статистика
| Выступление      | Выступление      | Выступление      | Лига | Лига | Кубки | Кубки | Конт. кубки | Конт. кубки | Итого | Итого |
| Клуб             | Лига             | Сезон            | Игры | Голы | Игры  | Голы  | Игры        | Голы        | Игры  | Голы  |
| ---------------- | ---------------- | ---------------- | ---- | ---- | ----- | ----- | ----------- | ----------- | ----- | ----- |
| Хаммарбю Таланг  | Дивизион 1       | 2023             | 27   | 1    | 0     | 0     | 0           | 0           | 27    | 1     |
| Хаммарбю Таланг  | Дивизион 1       | 2024             | 21   | 6    | 0     | 0     | 0           | 0           | 21    | 6     |
| Хаммарбю Таланг  | Итого            | Итого            | 48   | 7    | 0     | 0     | 0           | 0           | 48    | 7     |
| Хаммарбю         | Алльсвенскан     | 2024             | 1    | 0    | 2     | 0     | 0           | 0           | 3     | 0     |
| Хаммарбю         | Итого            | Итого            | 1    | 0    | 2     | 0     | 0           | 0           | 3     | 0     |
| Всего за карьеру | Всего за карьеру | Всего за карьеру | 49   | 7    | 2     | 0     | 0           | 0           | 51    | 7     |